# Cegelec
Cegelec ist ein Teilkonzern der Vinci Gruppe mit Sitz in Saint-Denis bei Paris, der technische Dienstleistungen für Unternehmen und öffentliche Auftraggeber erbringt. Sie beschäftigt nach eigenen Angaben rund 25.000 Mitarbeiter in über 30 Ländern mit insgesamt circa 1.400 Niederlassungen weltweit. Gegliedert ist die Gruppe in fünf Unternehmensbereiche: CBB (Cegelec in Belgien, den Niederlanden und Luxemburg), CFB (Frankreich), CGB (Deutschland und Österreich), CSS (Global Systems & Services) und CWB (Afrika, Mittlerer Osten, Asien und Südamerika).
Vorsitzender der Unternehmensleitung ist Jean-Yves le Brouster.

## Geschäftstätigkeit
Im Geschäftsjahr 2009 erzielte die Cegelec-Gruppe insgesamt einen Umsatz von 2,8 Milliarden Euro. Dieser gliederte sich wie folgt: 24 Prozent entfielen auf die fertigende Industrie, 28 Prozent auf den Bereich der Infrastruktur. Im Servicebereich wurden 20 Prozent des Umsatzes erzielt, der Anteil des Wartungs- und Instandhaltungsbereichs betrug 28 Prozent.

## Geschichte
Cegelec ist aus der AEG (Allgemeinen Elektricitäts-Gesellschaft) hervorgegangen. 1996 gliederte die AEG ihren Bereich Anlagen- und Automatisierungstechnik aus; dieser ging in die Unternehmensstruktur des Alcatel-Alsthom-Konzerns, später Alstom, ein. Aus dem Management-Buy-out am 20. Juli 2001, bei dem Alstom seine Dienstleistungssparte ausgliederte, ging Cegelec als eigenständige Unternehmensgruppe mit ihrer deutschen Tochter Cegelec Anlagen- und Automatisierungstechnik hervor. Die Private-Equity-Investoren CDC Equity Capital und Charterhouse Development Capital hielten je 45 Prozent der Anteile, zehn Prozent waren im Besitz von Cegelec-Mitarbeitern.
Im Oktober 2008 erwarb Qatari Diar, ein Staatsfonds des Emirats Katar, einen Großteil der Aktienanteile an der Cegelec-Gruppe.
Nach Vereinbarung einer strategischen Partnerschaft zwischen Qatari Diar und dem französischen Baukonzern Vinci am 19. Januar 2010 und Erhalt der kartellamtlichen Genehmigung hat der am 14. April 2010 zusammengetretene Verwaltungsrat von Vinci die geplante Einbringung von Cegelec im Tausch für neu ausgegebene Aktien und Eigenaktien des Konzerns vollzogen. Damit ist Cegelec eine hundertprozentige Tochter des Vinci-Konzerns.
2024 übernahm Škoda Transportation die tschechische Cegelec-Division und nannte sie in Electric components um. Cegelec mit Sitz in Prag, zeitweise eine Alstom-Tochter und Nachfolgeunternehmen von ČKD Polovodiče (Halbleiter), baute die elektrische Ausstattung für Straßenbahnen und Oberleitungsbusse. Mit der Übernahme bildet Škoda in Tschechien ein Monopol, da zuvor bereits die ungarische Ganz als elektrischer Ausstatter einverleibt wurde.

## Cegelec in Deutschland
Die Cegelec Deutschland GmbH (Actemium Cegelec GmbH) hat ihren Hauptsitz in Frankfurt am Main. Die rund 30 Standorte mit circa 1800 Mitarbeitern sind unterteilt in die drei deutschen regionalen Geschäftsbereiche Nord-Ost, Süd, West. Eine Akquisition der Cegelec Deutschland GmbH war im Januar 2009 die Ebehako GmbH, ein Elektrotechnik-Dienstleister mit Sitz in Zwickau. In der 2008 gegründeten Cegelec Kraftwerk Service GmbH (Omexom Kraftwerk Service GmbH) bündelt das Unternehmen die technischen Dienstleistungen in Atomkraftwerken.
Weitere Tochterunternehmen sind:
- Cegelec Contracting GmbH (heute: Actemium Contracting GmbH) mit Sitz in Schkeuditz
- Cegelec Services GmbH (heute:Actemium Cegelec Services GmbH) mit Sitz in Leverkusen

Von 2001 bis 2004 war Jürgen Wild Vorsitzender der Geschäftsführung.

### Organisation
Die Cegelec Deutschland GmbH bietet Projekt- und Serviceleistungen von der Entwicklung über die Realisierung bis zur Wartung und Instandhaltung. Der Fokus liegt auf den drei Marktsegmenten Industrie, Infrastruktur und Energie mit insgesamt 17 Geschäftsfeldern. Sie gliedern sich auf wie folgt:

#### Industrie
- Chemie
- Stahl
- Papier
- Automotive
- Reengineering
- Bergbau

#### Infrastruktur
- Service
- Airport
- Tunnelbau
- Bahn
- Wasserstraßen
- Raumfahrt

#### Energie
- Gas
- Müllverbrennung
- Energieversorgung
- Kraftwerke
- Nukleare Endlagerung
- Zucker

## Cegelec in Österreich
Die Celgelec GmbH in Österreich ist Teil von Vinci Österreich und hat ihren Hauptsitz in Wien. Das Unternehmen beschäftigt ca. 100 Mitarbeiter.